# Bolitoglossa rostrata
Bolitoglossa rostrata är en groddjursart som först beskrevs av Brocchi 1883.  Bolitoglossa rostrata ingår i släktet Bolitoglossa och familjen lunglösa salamandrar. IUCN kategoriserar arten globalt som sårbar. Inga underarter finns listade.